# Noah Cyrus
Noah Lyndsey Cyrus (Nashville, Tennessee; 8 de enero de 2000) es una actriz y cantante estadounidense. Protagonizó el papel principal en la versión en inglés de la película animada de 2009 Gake no ue no Ponyo. En 2016, lanzó su sencillo debut «Make Me (Cry)», con voces de Labrinth. Ella es la hija más joven de Tish y Billy Ray Cyrus, y la hermana menor de Miley, Trace, Brayson y Brandy Cyrus.

## Trayectoria
Su primer papel fue a la edad de dos años, interpretando a Gracie Hebert durante seis episodios en la serie de televisión Doc y ha desempeñado papeles pequeños en seis episodios de la serie original de Disney Channel Hannah Montana y apareció como bailarina en el video de «Hoedown Throwdown»  en la película de Walt Disney Pictures, Hannah Montana: The Movie. También apareció en la película de 2008, Mostly Ghostly y ha prestado su voz en dos oportunidades para la serie de Disney Channel, The Emperor's New School y para la película de 2009, Gake no ue no Ponyo donde hace la voz de la protagonista. También ha actuado en varios anuncios de televisión y participó en el video musical de la canción «Face Of God», de su padre Billy Ray Cyrus.
Actualmente es imagen publicitaria de la línea de ropa «Oh La La Couture», de los artículos «Bee Posh» junto con Emily Grace Reaves, y de los brazaletes «Stoney Clover».
En noviembre de 2016, abrió su carrera como cantante lanzando su primer sencillo «Make Me (Cry)» con la colaboración del cantautor Labrinth, que ya cuenta con videoclip oficial. El 5 de marzo de 2017, hizo una aparición en los iHeart Radio Music Awards 2017, interpretado su sencillo «Make Me (Cry)» junto a Labrinth. Fue introducida por su hermana mayor Miley Cyrus. Además, hizo una colaboración con el DJ Alan Walker, la canción se llama «All Falls Down». El 12 de octubre de 2017, se publicó el dueto «Waiting» con el joven cantante británico de indie rock e indie folk Jake Bugg, a petición de su padre, quien se considera fan de Bugg el video fue grabado en Los Ángeles, California en el video aparecen como empleados que están limpiando y el bar se está cerrando y comienzan a cantar. En septiembre de 2017 publicó su canción «Again» con la colaboración del rapero XXXTentacion. Del 19 de septiembre de 2017 al 1 de noviembre del mismo año, fue la telonera de Katy Perry en el Witness: The Tour. En noviembre de 2017, Cyrus hizo una aparición en Emo Nite en Los Ángeles para hacer un set como DJ, donde incluyó algunas de sus canciones y de su hermano Trace Cyrus. «My Way», una colaboración con el grupo electrónico One Bit fue estrenada el 24 de noviembre de 2017.
Su primer sencillo de 2018, «We Are...» en colaboración a la artista danesa MØ, fue lanzado el 7 de febrero de 2018. Cyrus lanzó «Team», una colaboración con MAX, el 11 de mayo de 2018. Su siguiente colaboración fue «Lately», junto a su, por entonces, novio Tanner Alexander, fue lanzada el 15 de junio de 2018. El 9 de julio de 2018, Cyrus anunció su primera gira en solitario, The Good Cry Tour. «Live Or Die», una colaboración con Lil Xan, fue lanzada el 20 de agosto de 2018. El DJ noruego Matoma que colaboró con Cyrus en «Slow» en 2017, incluyó esta canción en su segundo álbum One in a Million, lanzado el 24 de agosto de 2018. Cyrus lanzó su EP debut, Good Cry, el 21 de septiembre de 2018, incluyendo nuevas canciones como «Mad at You» en colaboración con Gallant y «Punches» en colaboración con LP. El DJ Alan Walker que colaboró con Cyrus en «All Falls Down», la añadió a su álbum debut, Different World, que fue lanzado el 14 de diciembre de 2018.
El 31 de julio de 2019, Cyrus lanzó «July», como primer sencillo de su segundo EP. El 27 de septiembre de 2019, lanzó «Lonely», que sería el segundo sencillo de dicho EP. El 31 de octubre de 2019, lanzó un sencillo especial al día de Halloween llamado «fuckyounoah» junto al productor London On Da Track. El 21 de febrero de 2020; lanzó su primer sencillo country acompañando al cantante Jimmie Allen, llamado «This Is Us». El 20 de marzo de 2020, lanzó «I Got So High That I Saw Jesus», que sería el tercer sencillo de su segundo EP, el cual es llamado «The End Of Everything» y se lanzó el 15 de mayo de 2020.

## Vida personal
Cyrus mantuvo una relación de más dos años con el rapero Danny Pardo desde julio de 2016 a septiembre de 2018. Cyrus es conocida por ser de Nashville y hablar sobre los retos de la salud mental. Ella sufrió de depresión y ansiedad, con ataques de pánico más tarde. Ella ha declarado que va a terapia para hacerle frente a estos problemas. Su música a menudo se relaciona con sus problemas, así como en su primer EP Good Cry, con «Sadness» y «Topanga» y otras canciones como «July» y «Lonely».

## Filmografía
| Año       | Título                                                    | Rol                     | Notas                                             |
| --------- | --------------------------------------------------------- | ----------------------- | ------------------------------------------------- |
| 2003–2004 | Doc                                                       | Gracie Herbert          | Papel recurrente (9 episodios; temporadas 2-5)    |
| 2006–2010 | Hannah Montana                                            | Pequeña chica           | Papel recurrente (6 episodios; temporadas 1-2, 4) |
| 2008      | Hannah Montana & Miley Cyrus: Best of Both Worlds Concert | Ella misma              | Película musical                                  |
| 2008      | Mostly Ghostly                                            | Truco o Tratador        | Cameo                                             |
| 2008      | Kuzco: Un emperador en el cole                            | Voz                     | Episodio: «Guaka Rules»                           |
| 2008      | Gake no ue no Ponyo                                       | Ponyo                   | Papel principal (voz)                             |
| 2009      | Hannah Montana: la película                               | Pequeña niña bailando   | Cameo                                             |
| 2012      | The Joey & Elise Show                                     | Ella misma              | 1 episodio                                        |
| 2012      | The Hugo & Rita Show                                      | Hugo y Rita             | 4 episodios                                       |
| 2014      | Take 2                                                    | Deb / Adamley / Allison | 3 episodios                                       |
| 2017      | Carpool Karaoke: The Series                               | Ella misma              | Episodio: «The Cyrus Family»                      |
| 2021      | American Horror Stories                                   | Conie                   | Episodio 7                                        |

| Año  | Título           | Rol              | Notas                                      |
| ---- | ---------------- | ---------------- | ------------------------------------------ |
| 2018 | Stoney Stories   | Ella misma (voz) | Serie de YouTube                           |
| 2019 | I Think I'm OKAY | Ella misma       | Vídeo musical de Machine Gun Kelly         |
| 2019 | Graduation       | Becky            | Vídeo musical de Benny Blanco & Juice WRLD |

| Año  | Título | Rol        | Notas                                                 |
| ---- | ------ | ---------- | ----------------------------------------------------- |
| 2017 | Again  | Ella misma | Su propio vídeo musical                               |
| 2019 | Lonely | Ella misma | Su propio vídeo musical codirigido con Symone Ridgell |

## Discografía

### Álbumes de estudio
| Título           | Detalles |
| ---------------- | --- |
| The Hardest Part | - Publicación: 16 de septiembre de 2022 - Discográfica: Records, Columbia - Formatos: CD, descarga digital, streaming |

### EPs
| Good Cry                                                              | - Lanzamiento: 21 de septiembre de 2018 - Discográfica: Columbia - Formats: CD, Descarga digital, streaming   | —   | 13 | —  | —  |
| The End of Everything                                                 | - Lanzamiento: 15 de mayo de 2020 - Discográfica: Columbia Records - Formats: CD, descarga digital, streaming | 124 | 1  | 45 | 88 |
| Spotify Singles                                                       | - Lanzamiento: 11 de marzo de 2022 - Label: Columbia Records - Formats: streaming                             | —   | —  | —  | —  |
| People Don't Change (con PJ Harding)                                  | - Lanzamiento: 23 de abril de 2021 - Discográfica: RCA - Formatos: descarga digital, streaming                | —   | —  | —  | —  |
| "—" denota que el EP no se lanzó o no se posicionó en ese territorio. | |     |    |    |    |

### Sencillos

#### Como artista principal
| "Ponyo on the Cliff by the Sea" (con Frankie Jonas)                            | 2010 | —  | —  | —  | —  | —  | —  | —  | —  | —  | —  |                                                                          | Ponyo On the Cliff By the Sea |
| "Make Me (Cry)" (con Labrinth)                                                 | 2016 | 46 | 67 | 46 | 39 | 51 | 65 | 6  | —  | 20 | 88 | - RIAA: Platino - ARIA: Platino - GLF: Platino - IFPI: Oro - MC: Platino | Sin álbum                     |
| "Stay Together"                                                                | 2017 | —  | —  | —  | —  | —  | —  | —  | —  | —  | —  | - RIAA: Platino - ARIA: Oro - MC: Oro                                    | Sin álbum                     |
| "I'm Stuck"                                                                    | 2017 | —  | 94 | —  | —  | —  | —  | —  | —  | —  | —  |                                                                          | Sin álbum                     |
| "Again" (con XXXTentacion)                                                     | 2017 | —  | —  | 91 | —  | —  | —  | —  | —  | —  | —  | - RIAA: Oro - MC: Oro                                                    | Sin álbum                     |
| "My Way" (con One Bit)                                                         | 2017 | —  | —  | —  | —  | 63 | —  | —  | —  | —  | 76 | - BPI: Plata                                                             | Sin álbum                     |
| "We Are..." (con MØ)                                                           | 2018 | —  | —  | —  | —  | —  | —  | —  | —  | —  | —  |                                                                          | Sin álbum                     |
| "Team" (con MAX)                                                               | 2018 | —  | —  | —  | —  | —  | —  | —  | —  | —  | —  |                                                                          | Sin álbum                     |
| "Lately" (con Tanner Alexander)                                                | 2018 | —  | —  | —  | —  | —  | —  | —  | —  | —  | —  |                                                                          | Sin álbum                     |
| "Live or Die" (con Lil Xan)                                                    | 2018 | —  | —  | —  | —  | —  | —  | —  | 37 | —  | —  |                                                                          | Sin álbum                     |
| "Mad at You" (con Gallant)                                                     | 2018 | —  | —  | —  | —  | —  | —  | —  | —  | —  | —  |                                                                          | Good Cry                      |
| "July" (solo o remix con Leon Bridges)                                         | 2019 | 85 | 40 | 40 | —  | 24 | —  | 30 | 8  | 78 | 66 | - RIAA: Platino - ARIA: 2x Platino - BPI: Plata - MC: 2x Platino         | The End Of Everything         |
| "Lonely"                                                                       | 2019 | —  | —  | —  | —  | —  | —  | —  | 16 | —  | —  | - RIAA: Oro - ARIA: Oro                                                  | The End Of Everything         |
| "Fuckyounoah" (con London on da Track)                                         | 2019 | —  | —  | —  | —  | —  | —  | —  | 37 | —  | —  |                                                                          | Sin álbum                     |
| "This Is Us" (con Jimmie Allen)                                                | 2020 | —  | —  | —  | —  | —  | —  | —  | —  | —  | —  | - RIAA: Oro                                                              | Bettie James                  |
| "I Got So High That I Saw Jesus"                                               | 2020 | —  | —  | —  | —  | —  | —  | —  | 33 | —  | —  |                                                                          | The End Of Everything         |
| «Young & Sad»                                                                  | 2020 | —  | —  | —  | —  | —  | —  | —  | 21 | —  | —  |                                                                          | The End Of Everything         |
| «All Three»                                                                    | 2020 | —  | —  | —  | —  | —  | —  | —  | —  | —  | —  |                                                                          | Sin álbum                     |
| «Dear August» (con PJ Harding)                                                 | 2021 | —  | —  | —  | —  | —  | —  | —  | 17 | —  | —  |                                                                          | People Don't Change           |
| «You Belong to Somebody Else» (con PJ Harding)                                 | 2021 | —  | —  | —  | —  | —  | —  | —  | —  | —  | —  |                                                                          | People Don't Change           |
| «I Burned LA Down»                                                             | 2022 | —  | —  | —  | —  | —  | —  | —  | 30 | —  | —  |                                                                          | The Hardest Part              |
| «Mr. Percocet»                                                                 | 2022 | —  | —  | —  | —  | —  | —  | —  | 39 | —  | —  |                                                                          | The Hardest Part              |
| «Ready to Go»                                                                  | 2022 | —  | —  | —  | —  | —  | —  | —  | —  | —  | —  |                                                                          | The Hardest Part              |
| «Every Beginning Ends» (con Benjamin Gibbard)                                  | 2022 | —  | —  | —  | —  | —  | —  | —  | —  | —  | —  |                                                                          | The Hardest Part              |
| «I Just Want a Lover»                                                          | 2022 | —  | —  | —  | —  | —  | —  | —  | —  | —  | —  |                                                                          | The Hardest Part              |
| "Noah (Stand Still)" (solo o con Billy Ray Cyrus)                              | 2022 | —  | —  | —  | —  | —  | —  | —  | —  | —  | —  |                                                                          | The Hardest Part              |
| "Snow in LA" (con PJ Harding)                                                  | 2022 | —  | —  | —  | —  | —  | —  | —  | —  | —  | —  |                                                                          | Sin álbum                     |
| "—" denota una canción que no entró en listas o no se lanzó en ese territorio. |      |    |    |    |    |    |    |    |    |    |    |                                                                          |                               |

#### Como artista invitada
| Título                                                                         | Año  | Mejor posición en listas | Mejor posición en listas | Mejor posición en listas | Mejor posición en listas | Mejor posición en listas | Mejor posición en listas | Mejor posición en listas | Mejor posición en listas | Mejor posición en listas | Certificaciones                                                    | Álbum              |
| Título                                                                         | Año  | AUS                      | AUT                      | FIN                      | ALE                      | NZ Heat.                 | NOR                      | SWE                      | SWI                      | US Dance                 | Certificaciones                                                    | Álbum              |
| ------------------------------------------------------------------------------ | ---- | ------------------------ | ------------------------ | ------------------------ | ------------------------ | ------------------------ | ------------------------ | ------------------------ | ------------------------ | ------------------------ | ------------------------------------------------------------------ | ------------------ |
| "Chasing Colors" (Marshmello & Ookay con Noah Cyrus)                           | 2017 | —                        | —                        | —                        | —                        | —                        | —                        | —                        | —                        | 31                       |                                                                    | Sin álbum          |
| "Waiting" (Jake Bugg con Noah Cyrus)                                           | 2017 | —                        | —                        | —                        | —                        | —                        | —                        | —                        | —                        | —                        |                                                                    | Hearts That Strain |
| "All Falls Down" (Alan Walker con Noah Cyrus & Digital Farm Animals)           | 2017 | 95                       | 29                       | 17                       | 75                       | 6                        | 1                        | 4                        | 29                       | 11                       | - PROMUSICAE: Oro - ARIA: Oro - GLF: Platino - MC: Oro - RIAA: Oro | Different World    |
| "Slow" (Matoma con Noah Cyrus)                                                 | 2017 | —                        | —                        | —                        | —                        | —                        | 30                       | 87                       | —                        | 31                       |                                                                    | One In a Million   |
| "Expensive" (Rence con Noah Cyrus)                                             | 2019 | —                        | —                        | —                        | —                        | —                        | —                        | —                        | —                        | —                        |                                                                    | Sin álbum          |
| "Do You Know What Is Right?" (Kid Trunks con Noah Cyrus)                       | 2020 | —                        | —                        | —                        | —                        | —                        | —                        | —                        | —                        | —                        |                                                                    | Moon               |
| "Broken" (Lund con Lil Skies & Noah Cyrus)                                     | 2020 | —                        | —                        | —                        | —                        | —                        | —                        | —                        | —                        | —                        |                                                                    | Sin álbum          |
| "—" denota una canción que no entró en listas o no se lanzó en ese territorio. |      |                          |                          |                          |                          |                          |                          |                          |                          |                          |                                                                    |                    |

### Sencillos promocionales
| Título                                        | Año  | Álbum            | Notas                  |
| --------------------------------------------- | ---- | ---------------- | ---------------------- |
| "Almost Famous"                               | 2017 | Sin álbum        |                        |
| "It's Beginning to Look a Lot Like Christmas" | 2017 | Sin álbum        |                        |
| "Dunno"                                       | 2020 | Sin álbum        | cover de Mac Miller    |
| "For Once in My Life"                         | 2020 | Sin álbum        | cover de Stevie Wonder |
| "Unfinished"                                  | 2022 | The Hardest Part |                        |

### Apariciones como invitada
| Título                                                    | Año  | Otro(s) artista(s)           | Álbum                                              |
| --------------------------------------------------------- | ---- | ---------------------------- | -------------------------------------------------- |
| "Tulsa Time" (Rokman Remix)                               | 2017 | Billy Ray Cyrus, Derek Jones | Set the Record Straight                            |
| "Christmas (Baby Please Come Home)" (exclusivo de Amazon) | 2017 |                              | Sin álbum                                          |
| "Come On My Way"                                          | 2019 | Holdan                       | I Lost My Friends In The Spring                    |
| "Ecstasy"                                                 | 2019 | XXXTentacion                 | Bad Vibes Forever                                  |
| "On Mine"                                                 | 2020 | Diplo                        | Diplo Presents Thomas Wesley, Chapter 1: Snake Oil |
| "Easy"                                                    | 2021 | Demi Lovato                  | Dancing with the Devil... the Art of Starting Over |

### Créditos como escritora
| Título       | Año  | Artista(s)                 | Álbum       | Notas       |
| ------------ | ---- | -------------------------- | ----------- | ----------- |
| "Flashbacks" | 2019 | Chris Brown                | Indigo      | Coescritora |
| "The Girls"  | 2019 | Iggy Azalea, Pabllo Vittar | Wicked Lips | Coescritora |

## Premios y nominaciones
| Año  | Premio                          | Categoría                | Trabajo                        | Resultado |
| ---- | ------------------------------- | ------------------------ | ------------------------------ | --------- |
| 2017 | Radio Disney Music Awards       | Best Breakup Song        | "Make Me (Cry)"                | Nominada  |
| 2017 | Radio Disney Music Awards       | Mejor Artista Nuevo      | Ella misma                     | Nominada  |
| 2017 | MTV Video Music Awards          | Mejor Artista Nuevo      | Ella misma                     | Nominada  |
| 2017 | MTV Europe Music Awards         | Mejor Push               | Ella misma                     | Nominada  |
| 2017 | PETA's Annual Libby Award       | Mejor Anuncio de Peta2   | Hablando en contra de SeaWorld | Ganadora  |
| 2018 | WDM Radio Awards                | Mejor Track Bass         | "All Falls Down"               | Nominada  |
| 2018 | Nichelodeon Kids' Choice Awards | Favorite Breakout Artist | Ella misma                     | Nominada  |
| 2018 | MTV Video Music Awards          | Push Artista del Año     | Ella misma                     | Nominada  |
| 2020 | BreakTudo Awards                | Himno del Año            | "Young & Sad"                  | Nominada  |
| 2020 | Premios Grammy                  | Mejor Artista Nuevo      | Ella misma                     | Nominada  |

## Giras musicales

### Como artista principal
- The Good Cry Tour (2018)
- The Not So Tour, Tour (2020)
- The Hardest Part Tour (2022)

### Apertura
- Katy Perry – Witness: The Tour (2017)